# 魚雷艇13号
魚雷艇13号（ローマ字：PT No.13, PT-813）は、海上自衛隊の魚雷艇。11号型魚雷艇の3番艇。

## 艦歴
「魚雷艇13号」は、昭和46年度100t型魚雷艇6013号艇として、三菱重工業下関造船所で1972年3月28日に起工され、1972年7月28日に進水、1972年12月16日に就役し、舞鶴地方隊舞鶴防備隊第2魚雷艇隊に編入された。
1987年7月1日、地方隊の改編により、第2魚雷艇隊が舞鶴警備隊隷下に編成替え。
1991年10月4日、除籍。